# Herczeg Tamás (színművész)
Herczeg Tamás (Szombathely, 1977. május 28. –) magyar színész, rendező.

## Életpályája
Vasváron nőtt fel. A középiskolát Csepregen végezte. 2000–2001 között a zalaegerszegi Hevesi Sándor Színház, majd a Bárka Színház stúdiójában tanult. 2003–2007 között a Színház- és Filmművészeti Egyetem zenés színész szakán tanult. Diplomaszerzése után a HOPPArt nevű formáció alapítója, vezetője. 2019-2022 között a debreceni Csokonai Színház tagja volt.

## Filmes és televíziós szerepei
- Külön falka (2022) ...Üzletember
- A mi kis falunk (2021) ...Telefonszerelő
- Doktor Balaton (2021) ....Orvos
- Nofilter (2019) ...Könyvkiadó
- Egynyári kaland (2019) ...Pultos
- Örök tél (2018)
- Aranyélet (2015)
- Saul fia (2015)
- Kémek küldetése (2015)
- Utolsó idők (2009)